# Sallapadan
Sallapadan è una municipalità di quinta classe delle Filippine, situata nella provincia di Abra nella Regione Amministrativa Cordillera.
Sallapadan è formata da 9 baranggay:
- Bazar
- Bilabila
- Gangal (Pob.)
- Maguyepyep
- Naguilian
- Saccaang
- Sallapadan
- Subusob
- Ud-udiao